# Flughafen Ouani

i8
i11
i13
Der Flughafen Ouani (IATA-Code: AJN, ICAO-Code: FMCV) ist ein ziviler Flughafen auf der zu den Komoren gehörenden Insel Anjouan. Er grenzt nördlich an die im Norden der Insel gelegene Stadt Ouani an.

## Flughafen
Der 19 m oberhalb des Meeresspiegels gelegene Flughafen verfügt über eine 1350 m lange Start- und Landebahn mit der Ausrichtung 10/28. Die einzige Anflughilfe ist ein Ungerichtetes Funkfeuer (NDB).
Es wurde außerdem bis zum Jahr 2015 im Auftrag der Air Austral ein RNAV-Instrumentenanflugsverfahren eingeführt.

## Fluggesellschaften und Ziele
Derzeit wird der Flughafen von EWA Air und Air Austral bedient. Es werden hauptsächlich Ziele in den Komoren und in Mayotte angeflogen.

## Zwischenfälle
- Am 27. Dezember 2002 wurde eine Let L-410 der ruandischen Ocean Airlines (Luftfahrzeugkennzeichen 9XR-RB) auf dem Weg von Moroni nach Anjouan im Endanflug von einem Blitz getroffen. Die Piloten starteten durch, allerdings funktionierten die Navigationsinstrumente durch den Blitz nicht mehr und die Sicht war schlecht. Es folgten Kontrollverlust und Absturz. Einer der 13 Passagiere kam ums Leben, das Flugzeug war ein Totalschaden.[4]

- Am 9. April 2007 verunglückte eine LET L-410 der Comores Aviation (D6-CAK) auf dem Weg von Anjouan nach Mohéli, als das Flugzeug nach einem Startabbruch über die Landebahn hinausschoss. Alle 15 Insassen überlebten, das Flugzeug war ein Totalschaden.[5]

- Am 27. November 2012 stürzte eine Embraer 120ER von Inter Iles Air (D6-HUA) auf dem Weg von Moroni nach Anjuan kurz nach dem Start ins Meer nördlich des Startflughafens. Alle 29 Insassen konnten gerettet werden, das Flugzeug war ein Totalschaden.[6]